# Антипов, Михаил Николаевич
Михаи́л Никола́евич Анти́пов (21 ноября 1923, Липецк, Тамбовская губерния — 1 июня 1947, Брашов) — лётчик, заместитель командира авиационной эскадрильи 707-го штурмового авиационного полка (189-я штурмовая авиационная дивизия, 10-й штурмовой авиационный корпус, 17-я воздушная армия, 3-й Украинский фронт), Герой Советского Союза, участник Великой Отечественной войны, уроженец Липецка.

## Биография
Родился в 1923 году в Липецке. Окончил липецкий аэроклуб.
Сражался на Северо-Западном, Брянском, 1-м и 2-м Прибалтийских фронтах. Участвовал в разгроме Ясско-Кишинёвской группировки врага. За время войны заместитель командира эскадрильи штурмового авиаполка 17-й воздушной армии старший лейтенант Антипов совершил свыше 300 боевых вылетов на бомбардировку и штурмовку скоплений живой силы, техники и объектов фашистов.
За героизм и отвагу в боях 18 августа 1945 года М. Н. Антипову было присвоено звание Героя Советского Союза.
Награждён орденами Ленина, Красного Знамени (дважды), Красной Звезды, Отечественной войны 1-й степени, медалями.
После войны Антипов продолжил службу в частях ВВС. 1 июня 1947 года он погиб при взрыве авиабомбы при глушении рыбы в Румынии. На могиле лётчика в Брашове (Румыния) установлен памятник.

## Память
В Липецке имя Антипова носит переулок. На мемориальном комплексе на площади Героев находится вылитый из бронзы портрет М. Н. Антипова.